# Communauté de communes de l’Île d’Oléron
Die Communauté de communes de l’Île d’Oléron ist ein französischer Gemeindeverband mit der Rechtsform einer Communauté de communes im Département Charente-Maritime in der Region Nouvelle-Aquitaine. Sie wurde am 26. Dezember 1995 gegründet und umfasst acht Gemeinden. Der Verwaltungssitz befindet sich im Ort Saint-Pierre-d’Oléron.

## Mitgliedsgemeinden
| Gemeinde                                 | Einwohner 1. Januar 2022 | Fläche km² | Dichte Einw./km² | Code INSEE | Postleitzahl |
| ---------------------------------------- | ------------------------ | ---------- | ---------------- | ---------- | ------------ |
| Dolus-d’Oléron                           | 3.187                    | 29,02      | 110              | 17140      | 17550        |
| La Brée-les-Bains                        | 695                      | 7,27       | 96               | 17486      | 17840        |
| Le Château-d’Oléron                      | 4.359                    | 15,67      | 278              | 17093      | 17480        |
| Le Grand-Village-Plage                   | 1.096                    | 6,05       | 181              | 17485      | 17370        |
| Saint-Denis-d’Oléron                     | 1.346                    | 11,75      | 115              | 17323      | 17650        |
| Saint-Georges-d’Oléron                   | 4.052                    | 46,55      | 87               | 17337      | 17190        |
| Saint-Pierre-d’Oléron                    | 6.665                    | 40,55      | 164              | 17385      | 17310        |
| Saint-Trojan-les-Bains                   | 1.118                    | 17,53      | 64               | 17411      | 17370        |
| Communauté de communes de l’Île d’Oléron | 22.518                   | 174,39     | 129              | –          | –            |

## Quelle
1. ↑  www.collectivites-locales.gouv.fr
2. ↑  CC de l’Île d’Oléron (SIREN: 241 700 624) in der Base nationale sur l’intercommunalité (BANATIC) des französischen Innenministeriums (französisch), abgerufen am 16. November 2015.